# Kék szem/barna szem kísérlet
Jane Elliott tanítónő 1968-ban a saját osztályán végezte el a kísérletet, amelyet a Martin Luther King elleni merénylet inspirált. A kísérlet célja az volt, hogy a tanítványai saját bőrükön tapasztalják meg a rasszizmust.
A kísérlet abból állt, hogy egy nap bement az osztályba és kijelentette, hogy a kék szeműek felsőbbrendűek, mint a barna szeműek. A barna szeműeknek többek között megkülönböztető gallért kellett viselniük. Ezek hatására a kék szeműek kiközösítették barna szemű társaikat.
Később kijelentette, hogy rosszul tudta: a barna szeműek a magasabb rendűek. Ezzel a csoportban a szerepek felcserélődtek. Ekkor a barna szeműek elkezdtek elégtételt venni korábbi "elnyomóikon".
Bár a kísérletet a rasszizmus elleni demonstrációnak szánta, azonban egy szociálpszichológiai jelenségre hívta fel a figyelmet, amivel többek között Elliot Aronsont is megihlette.
15 évvel a kísérlet után a tanítványok úgy nyilatkoztak, hogy a kísérlet életük egy meghatározó élménye volt.
A kísérletet több szempontból is támadták a szakemberek, a mai etikai normák szerint a kísérletet nem lett volna szabad elvégezni.

## Hatása a popkultúrára
A CSI: Cyber helyszínelők 2. évadának 3. epizódja már a címében erre a kísérletre utal.